# سارا مک‌لیور
سارا مک‌لیور (انگلیسی: Sara Macliver) خوانندهٔ سوپرانوی اپرا اهل استرالیا است. او به‌عنوان یکی از پیشتازان رپرتوار باروک در استرالیا شناخته می‌شود و در «کنسرواتوریوم موسیقی دانشگاه استرالیای غربی» در رشتهٔ صدا و آواز تدریس می‌کند و از همین دانشگاه دکترای افتخاری موسیقی دارد.
وی نقش‌هایی در اپراهای فلوت سحرآمیز، کارمن، اکسیر عشق، خفاش، فالستاف، عروسی فیگارو، اورفئو، کارمینا بورانا ایفا نموده‌است.